# Gerassim Ankudinow
Gerassim Ankudinow (russisch Герасим Анкудинов; * im 17. Jahrhundert; † im 17. Jahrhundert) war ein russischer Kosaken-Desjatnik und Polarforscher.

## Leben
Ankudinow kam in den 1630er Jahren an die Lena. Mit Wassili Wlasjews Truppe überquerte er 1641 die Jana. 1645 gab es Klagen über seine Raubzüge auf der Indigirka und anderen Flüssen. 1647 erschien er in Srednekolymsk.
Ankudinow fuhr 1648 zusammen mit Semjon Deschnjow und Fedot Popow mit sieben Pomoren-Segel-Ruder-Schiffen mit etwa 100 Personen aus der Kolyma entlang der Küste zur Anadyr-Mündung an der Beringsee. Ankudinow wurde dabei als Konkurrent Deschnjows bezüglich der Expeditionsführung und des Sammelns von Kronenzobeln angesehen. In der Beringstraße zerschellte Ankudinows Schiff, und die Männer verteilten sich auf die anderen Schiffe. Ankudinow fuhr nun bei Popow mit. Ein Sturm zerstreute die Schiffe. Nach Angaben der jakutischen Frau Popows, die von Deschnjow bei Korjaken abgesetzt worden war und dort einige Jahre lang blieb, starben ihre Begleiter an Skorbut oder waren getötet worden.
Popows Expedition mit Deschnjow und Ankudinow in die Beringstraße geriet zunächst in Vergessenheit. Gerhard Friedrich Müller fand 1736 im Archiv der Jakutsker Kanzlei Beweise, dass nicht Vitus Bering 1728 als erster die Beringstraße durchfuhr, sondern schon viele Jahre zuvor die russischen Pelztierhändler Semjon Deschnjow, Popow und Ankudinow.